# پر مشغله
پُر مشغله (انگلیسی: Snowed Under) یک فیلم کمدی عاشقانه به کارگردانی ری انرایت است که در سال ۱۹۳۶ منتشر شد.

## بازیگران
- جرج برنت
- جنویو توبین
- گلندا فارل
- پاترشیا الیس
- فرانک مک‌هیو
- پرتر هال